# Узгоджені заходи щодо збереження флори та фауни Антарктики
Узгоджені заходи щодо збереження флори та фауни Антарктики — це комплекс заходів, узгоджених на третій Консультативній нараді Договору про Антарктику у Брюсселі 1964 року як рекомендація № VIII. Вони є частиною системи Договору про Антарктику, але у 2011 році вони вже втратили чинність. Мета цієї угоди полягає в подальшому міжнародному співробітництві в рамках Договору про Антарктику для сприяння та досягнення цілей охорони, наукового вивчення та раціонального використання фауни та флори Антарктиди.

## Ратифікація
Для набуття чинності Конвенцію ратифікували необхідною кількістю голосів. Нижче наведено список країн, які проголосували.
| Країна          | Дата            | Потрібно для набуття чинності |
| --------------- | --------------- | ----------------------------- |
| Аргентина       | 3 вересня 1965  | Так                           |
| Австралія       | 2 вересня 1964  | Так                           |
| Бельгія         | 7 грудня 1964   | Так                           |
| Бразилія        | 27 жовтня 1986  | Ні                            |
| Чилі            | 26 лютого 1965  | Так                           |
| Китай           | 11 грудня 1985  | Ні                            |
| Франція         | 17 березня 1965 | Так                           |
| Німеччина       | 17 лютого 1981  | Ні                            |
| Індія           | 7 березня 1988  | Ні                            |
| Італія          | 22 квітня 1987  | Ні                            |
| Японія          | 19 січня 1965   | Так                           |
| Нова Зеландія   | 1 грудня 1964   | Так                           |
| Норвегія        | 1 грудня 1965   | Так                           |
| Польща          | 11 липня 1977   | Ні                            |
| СРСР            | 20 лютого 1965  | Так                           |
| Південна Африка | 5 жовтня 1964   | Так                           |
| Південна Корея  | 10 травня 1995  | Ні                            |
| Іспанія         | 8 квітня 1988   | Ні                            |
| Велика Британія | 4 грудня 1964   | Так                           |
| Нова Зеландія   | 27 липня 1966   | Так                           |
| Уругвай         | 10 жовтня 1989  | Ні                            |